# Koukou Chanska
Jadwiga Kukułczanka, dite Koukou Chanska, est une critique de théâtre, poétesse, écrivaine et auteure dramatique, née le 6 janvier 1933 à Dąbrowa Górnicza en Pologne et morte le 17 mai 2020 à Paris.

## Biographie
Jadwiga Kukułczanka fait sa maîtrise de lettres romanes à l'université de Varsovie. Critique de théâtre, poétesse, écrivaine et auteure dramatique (Contredanse, L'âne qui joue de la lyre(1975), L’Inassouvi (1986)...) elle a traduit et fait jouer une centaine de pièces d'auteurs français en Pologne (Anouilh, Salacrou, Neveux, Samuel Beckett, Feydeau, Henry de Montherlant..) et d'auteurs polonais en France. Henry de Montherlant, pour la remercier, lui écrit en 1964 à propos de sa traduction de "Malatesta" joué en Pologne : « Un bon traducteur est un don du ciel ».
Elle a été la première à faire connaître en France le théâtre de Witold Gombrowicz(Le Mariage, France Culture, Éditions Belfond, Théâtre Récamier, Paris, 1964) et de Witkiewicz (La Mère, France Culture et Éditions Gallimard en 1966, et en 1971 Théâtre Compagnie Renaud-Barrault, avec Madeleine Renaud et Michael Lonsdale).
Outre Gombrowicz et Witkiewicz, elle fait aussi connaître en France Zofia Nałkowska en écrivant le scénario et les dialogues, pour la télévision française de l'adaptation de La Maison des Femmes (ORTF, 1968), Le Jeu du papillon de Jerzy Dobrzański (Théâtre de l'Alliance française, première mondiale) ainsi que  les pièces de Jerzy Szaniawski (pl) (Les deux théâtres, L’Argent, le Ferronnier et les Étoiles). En collaboration avec Jean Rochefort, elle adapte La Fin de l’été de Tadeusz Rittner (pl) (Théâtre Moderne à Paris, en 1972, avec Anne Carrère, André Falcon, Michel Auclair, Xavier Gélin)
En 1979, Karol Wojtyła, Jean-Paul II, lui confie l'adaptation de sa pièce La Boutique de l'Orfèvre  (première diffusion : France Culture, 1979, avec Jean-Louis Barrault, Alain Cuny, Emmanuelle Riva).
Elle écrit actuellement[Quand ?] Hôtel Univers.

## Jeck Film
En 1984, elle crée avec ses amis à Paris, la société de production et de distribution de films Jeck Film, qu’elle dirige jusqu’à sa fermeture en 2015.
Dans le catalogue de distribution de Jeck Film se trouvent les chefs-d'œuvre du cinéma polonais, les films de Ford, Munk, Kawalerowicz, Kieślowski, Polanski, Wajda et tous les films de Wojciech Has, dont le film qu'elle a produit Les Tribulations de Balthasar Kober, sélection officielle Venise 1988.

## Filmographie
- 1988 : Les Tribulations de Balthasar Kober[16],[17], long métrage de Wojciech Has, productrice déléguée, version française du scénario, sous-titres français et dialogues français du doublage.
- 1989 : Anna Prucnal jusqu’à nouvel ordre, moyen métrage, productrice déléguée pour FR3.
- 1992 : Novembre, long métrage de Łukasz Karwowski (pl) (premier film), production déléguée, version française du scénario, dialogues français.
- 1992 : Fausse sortie, long métrage de Waldemar Krzystek, productrice déléguée, version française du scénario, sous-titres français.
- 2000 : Thomas le fauconnier, de Václav Vorlíček, productrice déléguée, version française du scénario et dialogues, sous-titres français.

## Distinctions
Koukou Chanska est sociétaire de l’Union des écrivains polonais (pl) (ZLP), de la Société des gens de lettres, de la ZAiKS (en) (société des auteurs polonais) et de la Société des auteurs et compositeurs dramatiques (SACD).
Elle a reçu de nombreux prix et distinctions, dont :
- le Grand Prix d’Adaptation pour Malatesta de Henry de Montherlant (1963)
- le Prix du Centre de civilisation polonaise de la Sorbonne (1971)
- le Prix du ministre de la Culture à Varsovie pour l’ensemble de ses adaptations et le rapprochement des cultures (1972)
- l’Ordre du Mérite Culturel (1986)
- le Prix annuel de la Société Européenne de Culture (1988)
- la Croix d’Officier de l’Ordre du Mérite de la République de Pologne (2002)
- l’Ordre du Mérite culturel[18](2006)